# Fernando Arturo de Meriño
Fernando Arturo de Meriño y Ramírez född 1833, död 1906, ärkebiskop av  Santo Domingo, och president i Dominikanska republiken 1 september 1880-1 september 1882. 